# Jorge López Caballero
Jorge López Caballero (Cali, 15 de agosto de 1981) é um ex-futebolista profissional colombiano, que atuava como meia.

## Carreira

### Deportivo Cali
Jorge López Caballero se profissionalizou no Desportivo Cali em 1999.

## Seleção
Jorge López Caballero integrou a Seleção Colombiana de Futebol na Copa das Confederações de 2003.